# Igor Sjestiorkin
Igor Olegovitj Sjestiorkin, ryska: Игорь Олегович Шестёркин, född 30 december 1995, är en rysk professionell ishockeymålvakt som spelar för New York Rangers i National Hockey League (NHL).
Han har tidigare spelat för HK Spartak Moskva och SKA Sankt Petersburg i Kontinental Hockey League (KHL); Hartford Wolf Pack i American Hockey League (AHL); SKA Neva i Vyssjaja chokkejnaja liga (VHL) samt MHK Spartak Moskva och SKA-1946 i Molodjozjnaja chokkejnaja liga (MHL).
Sjestiorkin draftades av New York Rangers i fjärde rundan i 2014 års draft som 118:e spelare totalt.
Igor vann Vezina Trophy som Nhls Bäste målvakt 2022